# Stephen Pearson
Stephen Paul Pearson (Lanark, 2 ottobre 1982) è un ex calciatore scozzese, di ruolo difensore.

## Palmarès

### Club

#### Competizioni nazionali
- Campionato scozzese: 2

Celtic: 2005-2006, 2006-2007
- Coppa di Scozia: 2

Celtic: 2004-2005, 2006-2007
- Coppa di Lega Scozzese: 1

Celtic: 2005-2006
- Indian Super League: 1

Atlético de Kolkata: 2016

### Individuale
- Miglior giovane dell'anno della SPFA: 1

2003-2004